# ギンガメアジ
ギンガメアジ（銀紙鯵、銀亀鯵、銀河目鯵、学名：Caranx sexfasciatus ）は、アジ科に分類される魚の一種。インド洋・太平洋の熱帯・亜熱帯海域に分布する大型のアジである。海水魚だが若魚は河川の純淡水域までも侵入する。食用にもなる。

## 名称
標準和名「ギンガメアジ」は長崎での呼称に因み、銀色の体表が銀紙を張ったように見えることから「銀紙鯵」と表記する。しかし釣りやスクーバダイビング等においては「銀河目鯵」の字を充てる人も多い。
生鮮魚介類として流通する場合にはヒラアジの名称も用いられるが、ヒラアジはギンガメアジ属の総称として用いられる。日本での地方名としてはヒラアジ（各地）のほか、ヒラジ（浜名湖沿岸）、メッキ（和歌山、体色から）、ナガエバ（高知）、エバ（高知・鹿児島）、ゼンメ、ガツン（鹿児島）、クチミチャー（沖縄）等があるが、これらは本種のみならず扁平な体型の大型アジ類の総称として用いられる。
学名の種名"sexfasciatus"は「6本の帯がある」という意味で、幼魚の横縞模様に由来する。英名"Bigeye trevally"は、大型アジ類の中でも特に眼が大きいことに因む。

## 形態
成魚は全長80-90cmに達し、全長120cm・体重18kgの記録もあるが、九州以北で漁獲されるのは25cm程度までが多い。成魚の体は長楕円形で体高が高く、側扁する。体色は背が暗青緑色、体側から腹は銀白色をしている。また鰓蓋上部に小黒斑がある。眼は口のすぐ上にあって大きく、脂瞼も発達する。吻は眼径よりやや長い程度だが、がっしりしている。胸鰭・第二背鰭前端・臀鰭前端は鎌状に伸びる。鰭条数は第一背鰭8棘・第二背鰭1棘19-22軟条・臀鰭2遊離棘1棘14-17軟条である。胸部に無鱗域はない。側線は第二背鰭第6-7軟条下から直走し、直走部には黒く大きな稜鱗（俗称「ぜいご」「ぜんご」）が27-36枚並ぶ。
全長数cmの幼魚は金色の地に6-7本の黒っぽい横帯が入る。また全長に比して体高が高く寸詰まりな体型をしていて、成魚とは外見が異なる。成長に従って黄色み、次いで横縞が消え、体が前後に細長くなる。鰓蓋上端に黒点がある。成魚の第2背鰭の先端は白色。稜鱗は黒色。
ミナミギンガメアジ C. tille は本種とよく似ているが、吻が丸いこと、稜鱗が黒くないことで区別できる。他にもロウニンアジ、オニヒラアジ、カスミアジ、カッポレ等多くの同属種がいるが、本種より眼が小さいこと、鰓蓋上部に黒斑がないこと、体色が異なること等で区別できる。

## 生態
インド洋と太平洋の熱帯海域に分布する。所謂インド太平洋のみならずバハ・カリフォルニア半島からエクアドル沿岸までの東部太平洋にも分布している。またハワイではカスミアジとの交雑個体が報告されている。日本では南日本の暖流に面した海域に見られ、温暖な南西諸島沿岸で個体数が多い。関東地方以北にも暖流に乗って稚魚がやって来るが、これらの大部分は「死滅回遊」（無効分散）となり、冬の寒さを乗り切れず死んでしまう。但し工場等から温かい排水がある水域では生き残ることもある。
成魚は沿岸の水深200mまでのサンゴ礁・岩礁域周辺に生息し、単独か群れで行動する。昼は群れでサンゴ礁周辺に留まっていることが多く、夜に餌を探す。食性は肉食で、小魚や甲殻類等を食する。
産卵期は4-7月で、海域で分離浮遊卵を産卵する。卵から孵化した稚魚は流れ藻に付くものもいるが、全長3cm程度から沿岸に定着し、内湾や汽水域で成長する。中には河川を遡上し純淡水域まで進入するものもいる。インド太平洋産のギンガメアジ属の中では、ロウニンアジやオニヒラアジの幼魚も汽水域まで侵入するが、本種のように純淡水域まで入ることはない。淡水域ではアユ、オイカワ、カワムツ、ヨシノボリ類などの淡水魚やエビ類を捕食している。成長すると海のサンゴ礁域へ移る。

## 利用
他のギンガメアジ属と同様に釣りや定置網等で漁獲され、食用となる。若魚・成魚ともルアーをよく追うため、釣りの対象としての人気もある。身はよく締まり、刺身、煮付け、唐揚げ等で食べられる。但し、本種はシガテラ中毒の報告がある（札幌市中央卸売市場などでは販売自粛）。
食用以外にも、サンゴ礁域に棲む成魚はスクーバダイビングにおける観察対象にもなっている。